# Lystringssång
En lystringssång är en sångkörs (eller annat organiserat sällskaps) speciella samlings- och igenkänningssång.
Lystringssången använd ofta som körens inledning vid konserter, sångarhyllningar, eller andra evenemang där kören deltar. 

## Exempel
- Hör I Orphei drängar (Fredmans epistel n:o 14) – Orphei Drängar
- Stig stark du sång – Brahe Djäknar
- Rondell – Florakören
- Muntra musikanter – Sällskapet Muntra Musikanter
- Gud skydde dig Osquar – Kongl. Teknologkören
- Entrésång – Linköpings Studentsångare (tidigare Lihkören)
- Dåne liksom åskan bröder – Chorus Virorum
- Modersmålets sång – finlandssvenskar